# الغواصة الألمانية يو-953
غواصة يو-953 غواصة يو بوت ألمانية من الفئة السابعة سي بنيت لسلاح بحرية ألمانيا النازية كريغسمارينه، في أحواض بلوم+فوس في هامبورغ خلال الحرب العالمية الثانية. خدمت لفترة قصيرة كغواصة مضادة للطائرات.